# Agathia multiscripta
Agathia multiscripta là một loài bướm đêm trong họ Geometridae.